# آرناشتاین، زاکسن-آنهالت
شهر آرناشتاین (به آلمانی: Arnstein (Sachsen-Anhalt)) در ایالت زاکسن-آنهالت در کشور آلمان واقع شده است.